# Чиччоліна
А́нна Еле́на Шта́ллер (англ. Anna Elena Staller) або Іло́на Шталлер (угор. Ilona Staller), відоміша як Чиччолі́на (італ. la Cicciolina; нар. 26 листопада 1951, Будапешт, Угорщина) — італійська порноакторка, кіноакторка, модель, співачка, радіоведуча, шпигунка та політикиня угорського походження. Перша зірка жорсткого порно, яка стала депутаткою парляменту, перемігши на виборах.

## Біографія
Її вітчим працював у МВС Угорщини, мати була акушеркою.
1964 — почала працювати в модельному агентстві в Будапешті. За власними спогадами, втратила цноту в 16 років із чорношкірим студентом. В одному з телеінтерв'ю сказала, що в кінці 1960-х рр. була інформаторкою угорських спецслужб, яким постачала інформацію про американських дипломатів, що зупинялися в готелі «Інтерконтиненталь», де вона офіційно працювала офіціанткою (за іншими відомостями, покоївкою).
Одружившись і отримавши італійське громадянство, влаштувалася в Італії. На початку 1970-х познайомилася з режисером порнофільмів Ріккардо Скіккі.
1973 — отримала першу популярність завдяки участі в радіо-шоу Voulez vous coucher avec moi? на Radio Luna. У цьому шоу вперше використала ім'я Чиччоліна.
Попри те, що, починаючи з 1970, кілька разів з'являлася у фільмах, її першим повноцінним кінодебютом під власним ім'ям вважається фільм La liceale (1975), де вона грала лесбійку Моніку — однокласницю головної героїні.
1978 — у телешоу «C'era due Volte» її неприкриті груди вперше показали на італійському ТБ.
Її перший суто порнографічний фільм Il telefono rosso вийшов 1983 року. У фільмі вона часто з'являється в сценах групового сексу з різними партнерами як чоловічої, так і жіночої статі; фільм містить сцени анального сексу, подвійного проникнення, урофагії і, частково, копрофагії.
У порнофільмі 1986 року фільмі Cicciolina Number One — Horsepower, в одному з епізодів партнерка Шталлер по зйомках Denise Dior має оральний секс із конем, що призвело до помилкових тверджень, ніби це робила сама Шталлер. Насправді ж, попри її оприлюднені спогади про те, що вона мала сексуальний досвід із собакою, у фільмах немає жодного епізоду зоофілії з її участю.
Її мемуари під назвою Confessioni erotiche di Cicciolina були опубліковані в Мілані 1987 року. Того ж року вона знялася у порнофільмі Carne bollente. Її партнером у зйомках був Джон Голмс. Фільм став темою гарячих дебатів після того, як з'ясувалося, що тести Голмса були позитивними на ВІЛ.
Останній порнофільм за участю Шталлер вийшов 1992 року.
1991 — Шталлер одружилася з американським скульптором Джеффом Кунсом. Він створював скульптури та картини, що зображали їх під час занять сексом. Шлюб розпався 1992 року; невдовзі після розлучення Шталлер народила їхнього сина Людвіга. Покинула США разом із дитиною. Почалася тривала боротьба з колишнім чоловіком за право виховувати сина: він виграв судовий розгляд, але син залишилася з матір'ю в Італії.
Крім позування Кунсу, Ілона Шталлер співпрацювала з журналом Playboy у різних країнах, для яких знімалася оголеною. Її перша така поява в журналі відбулася в Аргентині 1 березня 1988 (у вересні 1990 вона знялася для цього журналу знову). Подібні появи були в Угорщині (1 червня 2005 року), Сербії (1 липня 2005 року) та Мексиці (у вересневому випуску Playboy).
1994 — знялася у фільмі Replikator, а 1996 року — у бразильській теленовелі Xica da Silva.
У вересні 1995 року відвідала з офіційним візитом Москву, де, зокрема, зустрічалася з Володимиром Жириновським.
Орієнтовно 2000 року перенесла операцію зі збільшення грудей.

## Політична кар'єра
1979 — була обрана провідною кандидаткою від Lista del Sole, першої італійської Партії зелених.
1985 — перейшла в Partito Radicale (виступала проти поширення атомної енергетики, членства в НАТО, виступала за права людини та допомогу голодуючим в усьому світі).
1987 — успішно балотувалася до італійського парламенту від округу Лаціо, набравши близько 20 000 голосів. На виборах вона посіла 2-е місце серед кандидатів Радикальної партії, поступившись лише лідерові партії Марко Паннелла. За 5 років перебування в парламенті внесла 12 законопроєктів, серед яких були пропозиції про відкриття «парків і готелів кохання», дозвіл «подружніх візитів» до в'язниць і введення сексуальної освіти у школах. Проте на наступних виборах не була переобрана.
1991 — стала однією з організаторів політичного руху Partito dell'Amore (Партія любові).
Коли стало ясно, що війна в Перській затоці неминуча, Шталлер публічно заявила: «Я готова зайнятися любов'ю з іракським диктатором Саддамом Хуссейном, щоб зберегти мир на Близькому Сході». Вона підтвердила свою пропозицію 2002 року, коли Ірак відмовився, всупереч міжнародному тиску, допустити перевірку на наявність у нього зброї масового ураження. У квітні 2006 року вона звернулася з аналогічною пропозицією до Усами бін Ладена.
Продовжила активно займатися політикою, виступаючи за безпечне майбутнє, вільне від атомної енергії, та за повну сексуальну свободу, включно з правом на секс у в'язницях. Виступає проти будь-яких проявів насильства, включно зі смертною карою, і за заборону знищення тварин заради хутра чи використання їх для наукових експериментів. Виступає за легалізацію наркотиків, проти будь-яких видів цензури, за об'єктивну інформацію про СНІД і за додатковий податок на автомобілі (для зменшення забруднення довкілля).
Підтримує політичну лінію сучасного уряду Бразилії. Під час тижневого візиту в Ріо-де-Жанейро брала участь у несанкціонованому мітингу бразильських геїв.

## Музична кар'єра
За свою кар'єру Ілона Шталлер записала кілька пісень, здебільшого виконаних вживу. Всі пісні так чи інакше зачіпали тему сексу, бо метою було привести порнографію в музику. Але результат вийшов радше комічним — дуже відверті тексти в поєднання з «дитячою» музикою. Її найвідоміша пісня, Muscolo Rosso, присвячена пенісу. Через часте використання в тексті ненормативної лексики не змогла видати пісню в Італії, проте пісня стала хітом в інших країнах, особливо у Франції, де не всі розуміли текст. Пісня завоювала величезну популярність в Інтернеті, де італомовні користувачі могли почути її вперше. Альбоми Шталлер завдяки її власній популярності видавали в багатьох країнах, і зараз вони є раритетами. Попит на її платівки великий, завдяки відвертому оформленню обкладинок та враховуючи, що вона є визнаною гей-іконою.

## Пенсія
26 листопада 2011 р. Ілоні Шталлер виповнилося 60 років і вона вийшла на пенсію. Розмір депутатської пенсії в Італії — близько 40 тисяч євро на рік. Цей факт викликав неабияке обурення в певних колах суспільства. «Я заробила на пенсію власною працею і пишаюся цим», — заявила Шталлер у відповідь на закиди недоброзичливців.